# Markel Starks
Markel Starks (ur. 21 lutego 1991 w Accokeek) – amerykański koszykarz występujący na pozycji rozgrywającego, aktualnie zawodnik Awtodoru Saratów.
13 lipca 2018 dołączył do Stelmetu BC Zielona Góra.
W 2014 występował w letniej lidze NBA, reprezentując Minnesotę Timberwolves i Detroit Pistons.
17 sierpnia 2019 został zawodnikiem rosyjskiego Awtodoru Saratów.

## Osiągnięcia
Stan na 17 sierpnia 2019, na podstawie, o ile nie zaznaczono inaczej.
NCAA
- Uczestnik:
  - turnieju NCAA (2011–2013)
  - meczu gwiazd NCAA – Reese's College All-Star Game (2014)
- Mistrz sezonu regularnego konferencji Big East (2013)
- Zaliczony do:
  - I składu:
    - Big East (2014)
    - turnieju:
      - Big East (2013)
      - Legends Classic (2013)
      - Portsmouth Invitational Tournament (2014)

  - III składu Big East (2013)

Indywidualne
- MVP:
  - turnieju NBL Blitz (2015 wspólnie ze Stevenem Holtem)
  - kolejki EBL (19 – 2018/2019)[5]
- Lider II ligi tureckiej w asystach (2018)